# يوشيكا ماتسوبارا
يوشيكا ماتسوبارا (松原 良香) (ولد 19 أغسطس 1974) هو لاعب كرة قدم ياباني، شارك في دورة الألعاب الاولمبية الصيفية عام 1996 في أتلانتا، جورجيا، الولايات المتحدة الأمريكية.

## روابط خارجية
- يوشيكا ماتسوبارا على موقع الاتحاد الدولي (مؤرشف)  (الإنجليزية)
- يوشيكا ماتسوبارا على موقع رابطة كرة القدم اليابانية للمحترفين (اليابانية)
- يوشيكا ماتسوبارا على موقع قاعدة بيانات كرة القدم.إي يو (الإنجليزية)
- يوشيكا ماتسوبارا على موقع Soccerway.com (الإنجليزية)
- يوشيكا ماتسوبارا على موقع عالم كرة القدم.نت (الإنجليزية)
- يوشيكا ماتسوبارا على موقع أوليمبيديا (الإنجليزية)

1. ↑  "معلومات عن يوشيكا ماتسوبارا على موقع sports-reference.com". sports-reference.com. مؤرشف من الأصل في 2019-09-01.
2. ↑  "معلومات عن يوشيكا ماتسوبارا على موقع data.j-league.or.jp". data.j-league.or.jp. مؤرشف من الأصل في 2018-12-14.
3. ↑  "معلومات عن يوشيكا ماتسوبارا على موقع static.fifa.com". static.fifa.com. مؤرشف من الأصل في 2019-03-24.

- Matsubara Official website
- FELICE MONDO INC. Official website